# Abdi Hakin Ulad
Abdi Hakin Achkel Ulad (* 14. Juni 1991 in Kismaayo, Somalia) ist ein dänischer Leichtathlet somalischer Herkunft, der sich auf den Langstreckenlauf spezialisiert hat.

## Leben
Abdi Hakin Ulad kam als Elfjähriger nach Dänemark, nachdem seine Tante, zusammen mit ihm und ihren Kindern, aus Somalia floh. Er absolvierte eine Ausbildung zum Ergotherapeuten und lebt in Slagelse.

## Sportliche Laufbahn
Abdi Ulad nahm 2010 zum ersten Mal, nach seiner Einbürgerung, an den Dänischen Meisterschaften teil und gewann dabei die Bronzemedaille im 5000-Meter-Lauf. 2011 gewann er im 3000-Meter-Lauf die Silbermedaille bei den Dänischen Hallenmeisterschaften. Im August wurde er Dänischer U23-Meister über 5000 Meter und gewann zudem Bronze im 1500-Meter-Lauf. 2012 gewann Ulad erneut die Silbermedaille bei den Dänischen Hallenmeisterschaften. Im Oktober nahm er in Bulgarien an den Halbmarathon-Weltmeisterschaften teil und landete mit einer Zeit von 1:06:53 h auf dem 44. Platz. 2013 gewann er die Bronzemedaille im Halbmarathon bei den Dänischen Meisterschaften. Im Juli trat er über 10.000 Meter bei den U23-Europameisterschaften in Tampere an und gewann mit einer Zeit von 29:44,78 min die Bronzemedaille. 2014 trat Ulad in der Heimat zum zweiten Mal bei den Halbmarathon-Weltmeisterschaften an und verbesserte sich diesmal mit neuer Bestzeit auf den 34. Platz. Im Juni stellte er in Leiden seine persönliche Bestzeit von 28:39.14 im 10.000-Meter-Lauf auf. In dieser Disziplin trat er schließlich im August bei den Europameisterschaften an, bei denen er den 15. Platz belegte.
2015 lief Ulad im September beim Halbmarathon von Kopenhagen eine Zeit von 1:02:48 h und belegte damit den 16. Platz. Im Oktober benötigte er beim Frankfurt-Marathon eine Zeit von 2:16:00 h bei seinem Debüt über diese Distanz. 2016 steigerte er sich im April beim Hamburg-Marathon auf eine Zeit von 2:14:03 h und qualifizierte sich damit für die Olympischen Sommerspiele in Rio de Janeiro. Vor den Spielen trat er im Juli in Amsterdam zum zweiten Mal bei den Europameisterschaften an und belegte im dort ausgetragenen Halbmarathon den fünften Platz. Einen Monat später ging er im Marathon in Rio an den Start und erreichte auf dem 35. Platz das Ziel. 2017 ging er in London zum ersten Mal bei den Weltmeisterschaften an den Start und belegte im Marathon mit einer Zeit von 2:14:22 h den 13. Platz. 2018 startete er im März zum dritten Mal bei den Halbmarathon-Weltmeisterschaften und belegte in Valencia den 29. Platz, nachdem er im Wettkampf seine persönliche Bestzeit von 1:02:15 h aufstellte. Im August trat er bei den Europameisterschaften in Berlin wiederum im Marathon an, konnte das Rennen allerdings nicht beenden.
2019 trat Ulad im März in der Heimat bei den Crosslauf-Weltmeisterschaften und belegte im Rennen über 10 km den 67. Platz. Anfang Dezember nahm er am Marathon von Fukuoka teil und stellte mit in 2:11:03 h eine neue Bestleistung, womit er den achten Platz belegte und die geforderte Qualifikationsnorm von 2:11:30 h für die Olympischen Sommerspiele in Tokio unterbot. Anfang September 2020 stellte Ulad beim IAAF-Diamond-League-Meeting in Brüssel mit einer zurückgelegen Distanz von 19.985 Metern einen neuen dänischen Rekord im Stundenlauf auf und belegte damit den fünften Platz. Beim olympischen Marathon, der wegen der klimatischen Bedingungen in Sapporo ausgetragen wurde, erreichte Ulad Anfang August auf Platz 23 das Ziel. 2022 trat Ulad in München bei seinen vierten Europameisterschaften an. Nachdem er den Marathon zuletzt 2018 nicht beenden konnte, belegte er diesmal den 27. Platz.
Ulad gewann bislang insgesamt sieben Dänische Meistertitel, drei Mal im 10-km-Straßenlauf (2012, 2015 und 2016), vier Mal im 10.000-Meter-Lauf (2013, 2014, 2020, 2022) sowie einmal über 5000 Meter (2015).

## Wichtige Wettbewerbe
| Jahr                 | Veranstaltung                    | Ort                  | Platz                | Disziplin            | Zeit                 |
| Startet für Dänemark | Startet für Dänemark             | Startet für Dänemark | Startet für Dänemark | Startet für Dänemark | Startet für Dänemark |
| -------------------- | -------------------------------- | -------------------- | -------------------- | -------------------- | -------------------- |
| 2012                 | Halbmarathon-Weltmeisterschaften | Kawarna              | 44.                  | Einzel               | 1:06:53 h            |
| 2013                 | U23-Europameisterschaften        | Tampere              | 3.                   | 10.000 m             | 29:44,78 min         |
| 2014                 | Halbmarathon-Weltmeisterschaften | Kopenhagen           | 34.                  | Einzel               | 1:02:24 h            |
| 2014                 | Europameisterschaften            | Zürich               | 15.                  | 10.000 m             | 29:50,67 min         |
| 2016                 | Europameisterschaften            | Amsterdam            | 5.                   | Halbmarathon         | 1:03:22 h            |
| 2016                 | Olympische Sommerspiele          | Rio de Janeiro       | 45.                  | Marathon             | 2:17:06 g            |
| 2017                 | Weltmeisterschaften              | London               | 13.                  | Marathon             | 2:14:22 h            |
| 2018                 | Halbmarathon-Weltmeisterschaften | Valencia             | 29.                  | Einzel               | 1:02:15 h            |
| 2018                 | Europameisterschaften            | Berlin               |                      | Marathon             | DNF                  |
| 2019                 | Crosslauf-Weltmeisterschaften    | Aarhus               | 67.                  | 10 km                | 34:43 min            |
| 2021                 | Olympische Sommerspiele          | Tokio                | 23.                  | Marathon             | 2:15:50 h            |
| 2022                 | Europameisterschaften            | München              | 27.                  | Marathon             | 2:16:41 h            |

## Persönliche Bestleistungen
Freiluft
- 5000 m: 13:56,64 min, 1. Juni 2013, Oordegem
- 10.000 m: 28:39,14 min, 14. Juni 2014, Leiden
- Halbmarathon: 1:02:15 h, 24. März 2018, Valencia
- Marathon: 2:11:03 h, 1. Dezember 2019, Fukuoka

Halle
- 3000 m: 8:07,36 min, 26. Februar 2012, Skive